# مايك ريفيرا
مايك ريفيرا (بالإنجليزية: Mike Rivera)‏ هو لاعب كرة قاعدة أمريكي، ولد في 8 سبتمبر 1976 في ريو بيدراس ‏ في بورتوريكو.

## وصلات خارجية
- مايك ريفيرا على موقع دوري كرة القاعدة الرئيسي (الإنجليزية)
- مايك ريفيرا على موقعبيزبول رفرنس.كوم (الدوري الرئيسي) (الإنجليزية)
- مايك ريفيرا على موقعبيزبول رفرنس.كوم (الدوري الثانوي) (الإنجليزية)
- مايك ريفيرا على موقع إي إس بي إن.كوم (أم.أل.بي) (الإنجليزية)
- مايك ريفيرا على موقع مشجعي الرسوم البيانية (الإنجليزية)